# Uruguay op de Olympische Zomerspelen 1928
Uruguay nam deel aan de Olympische Zomerspelen 1928 in Amsterdam, Nederland. Voor de tweede keer op rij won het voetbalteam goud. Het zouden de enige twee gouden medailles blijken te zijn die Uruguay ooit haalde.

## Medailles

### 1Goud
- Voetbal, mannentoernooi

## Deelnemers per onderdeel

### Voetbal
- José Leandro Andrade
- Juan Anselmo
- Pedro Arispe
- Juan Arremón
- Venancio Bartibás
- Fausto Batignani
- René Borjas
- Antonio Campolo
- Adhemar Canavesi
- Héctor Castro
- Pedro Cea
- Lorenzo Fernández
- Roberto Figueroa
- Álvaro Gestido
- Andrés Mazali
- Ángel Melogno
- José Nasazzi
- Pedro Petrone
- Juan Piriz
- Héctor Scarone
- Domingo Tejera
- Santos Urdinarán

Argentinië · Australië · België · Brits-Indië · Bulgarije · Canada · Chili · Cuba · Denemarken · Duitsland · Egypte · Estland · Filipijnen · Finland · Frankrijk · Griekenland · Groot-Brittannië · Haïti · Hongarije · Ierland · Italië · Japan · Joegoslavië · Letland · Litouwen · Luxemburg · Malta · Mexico · Monaco · Nederland · Nieuw-Zeeland · Noorwegen · Oostenrijk · Panama · Polen · Portugal · Roemenië · Spanje · Tsjecho-Slowakije · Turkije · Uruguay · Verenigde Staten · Zuid-Afrika · Zuid-Rhodesië · Zweden · Zwitserland